# Le Port-Marly
Le Port-Marly település Franciaországban, Yvelines megyében. Lakosainak száma 5583 fő (2022. január 1.). Le Port-Marly Croissy-sur-Seine, Louveciennes, Marly-le-Roi és Le Pecq községekkel határos.

## Népesség
A település népességének változása:
| Lakosok száma | 5335 | 5453 | 5551 | 5532 | 5509 | 5481 | 5454 | 5608 | 5583 |
|               | 2013 | 2015 | 2016 | 2017 | 2018 | 2019 | 2020 | 2021 | 2022 |